# دانيال ج. بوبرو
دانيال جورياسكو بوبرو (بالإنجليزية: Daniel Gureasko Bobrow) (تَوَلُّدْ 29 نوفمبر 1935، في مدينة نيويورك)، هو عضوٌ باحث في مختبر الأنظمة الذكيّة لِـشركة بارك، وَعُرِفَ بسبب إنشائه برنامج الذكاء الاصطناعيّ تلميذ(بالإنجليزية: STUDENT)، وبواسطته استحقَّ درجة الدكتوراه.
استحصل بكالوريوس العلوم من معهد رينسيلار متعدد التقنيات في عام 1957، ماجستير في العلوم من جامعة هارفارد في عام 1958، وَدكتوراه في الرياضيَّات من معهد ماساتشوستس للتكنولوجيا بإشراف مارفن مينسكي في عام 1964.
كان مُطَوِّر تينيكس.
كان رئيس الرابطة الأمريكية للذكاء الاصطناعي، وله مقعد في جمعية العلوم المعرفية، وَرئيس تحرير مجلّة الذكاء الاصطناعي. حصل على جائزة رابطة مكائن الحوسبة لعام 1992 لعمله على لغة إنترليسب. وهو عضو في الرابطة الأمريكية للذكاء الاصطناعي وَرابطة مكائن الحوسبة.